# Kanton Rombas
Rombas is een kanton van het Franse departement Moselle.
Tot 22 maart 2015 bestond het kanton naast Rombas zelf enkel uit de aangrenzende gemeente Amnéville. Op die dag werd het aangrenzende kanton Marange-Silvange opgeheven en werden de 12 gemeenten ervan aan het kanton Rombas toegevoegd. Tegelijk fuseerde het arrondissement Metz-Campagne, waar de kantons daarvoor toe behoorden, met het arrondissement Metz-Ville tot het huidige arrondissement Metz.
Het kanton heeft een oppervlakte van 110,57 km² en telt 44.835 inwoners in 2017, dat is een dichtheid van 405 inwoners/km²

## Gemeenten
Het kanton Rombas omvat de volgende gemeenten:
- Amanvillers
- Amnéville
- Bronvaux
- Fèves
- Marange-Silvange
- Montois-la-Montagne
- Norroy-le-Veneur
- Pierrevillers
- Plesnois
- Rombas
- Roncourt
- Sainte-Marie-aux-Chênes
- Saint-Privat-la-Montagne
- Saulny